# پرچین‌گذاری

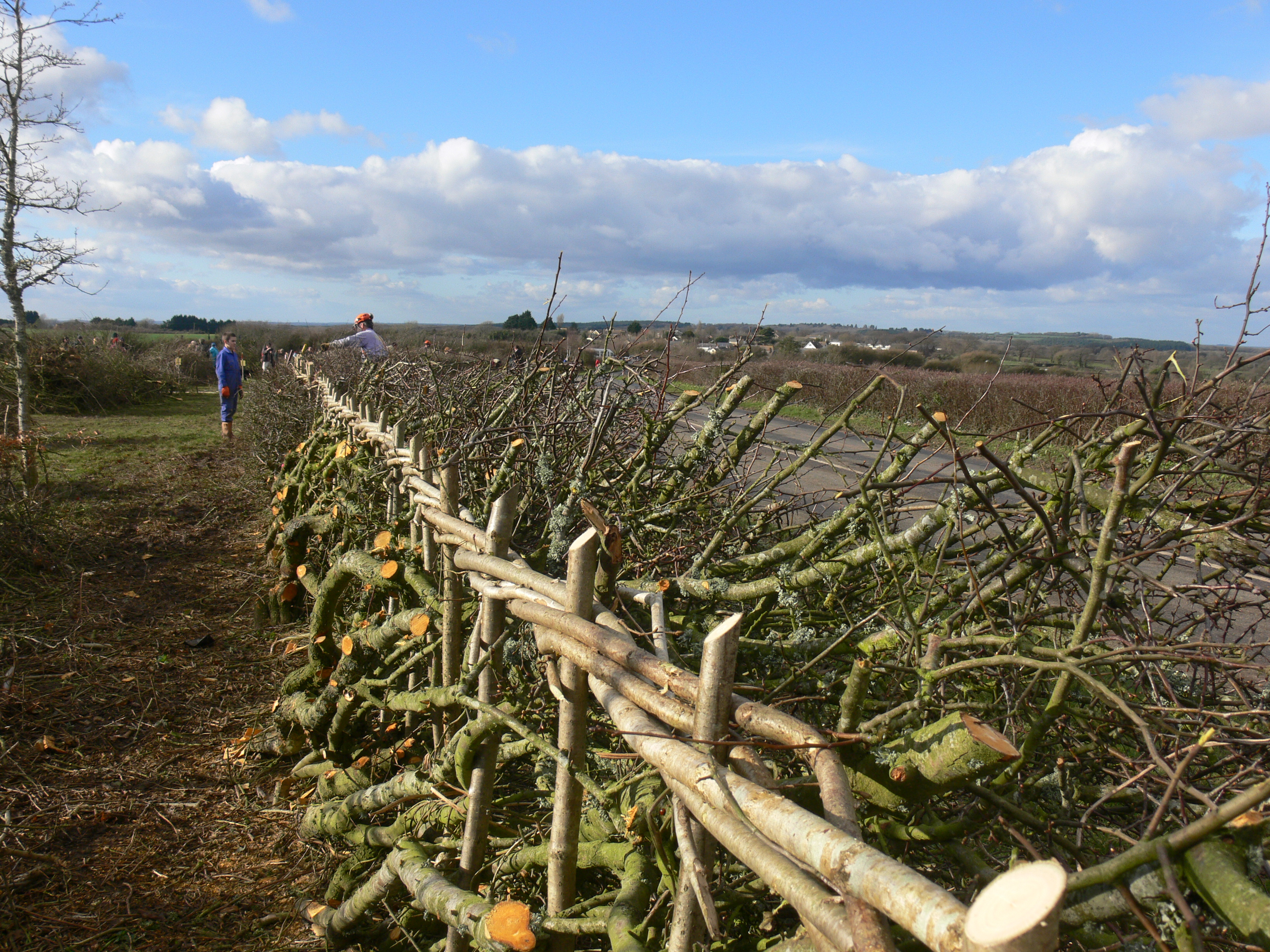
پرچین به سبک میدلند گذاشته شده‌است

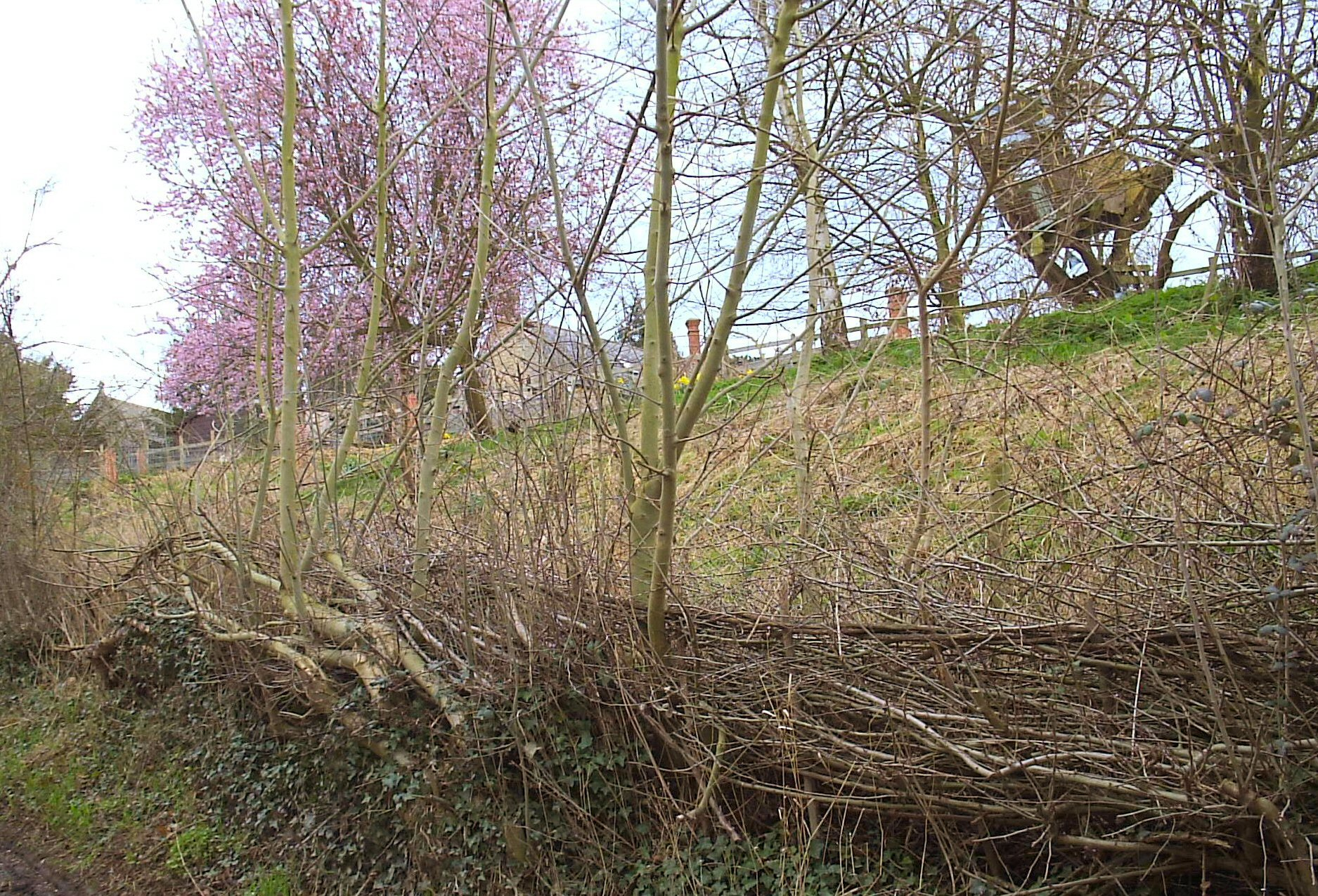
پرچینی حدود سه سال پس از بازچینش

پرچین‌گذاری یا پرچین‌سازی (به انگلیسی: Hedgelaying) یک مهارت در حومه شهر است که برای سده‌ها، عمدتاً در بریتانیا و ایرلند، با تغییرهای منطقه‌ای در سبک و تکنیک انجام می‌شود. پرچین‌گذاری فرآیندی است که ساقه‌های یک ردیف بوته یا درختان کوچک را در نزدیکی سطح زمین، بدون شکستن، تا حدی بریده و سپس خم می‌کنند تا آنها را تشویق به تولید رشد جدید از پایه و ایجاد یک حصار زنده کند. نخستین توصیف پرچین در کتاب ژولیوس سزار به‌نام خاطراتی در باب جنگ گالی است، زمانی که ارتش او در طول نبرد سابی‌ها در بلژیک از پرچین‌های بافته ضخیم اذیت شد. پرچین‌گذاری به عنوان راهی برای نگهداری دام در مزارع گسترش یافت، به‌ویژه پس از اعمال محصور کردن که در انگلستان در سدهٔ شانزدهم آغاز شد. امروزه پرچین‌ها برای نگهداری جانوران بدون نیاز به حصارهای مصنوعی، حفظ زیستگاه‌های سازگار با تنوع زیستی، ترویج مهارت‌های سنتی و به دلیل جلوه بصری دلپذیر پرچین گذاشته می‌شوند.

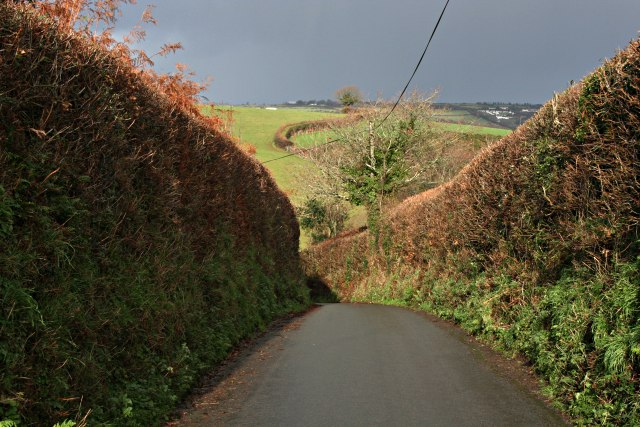
پرچین‌های کورنیش بالابلند در کنار یک خط

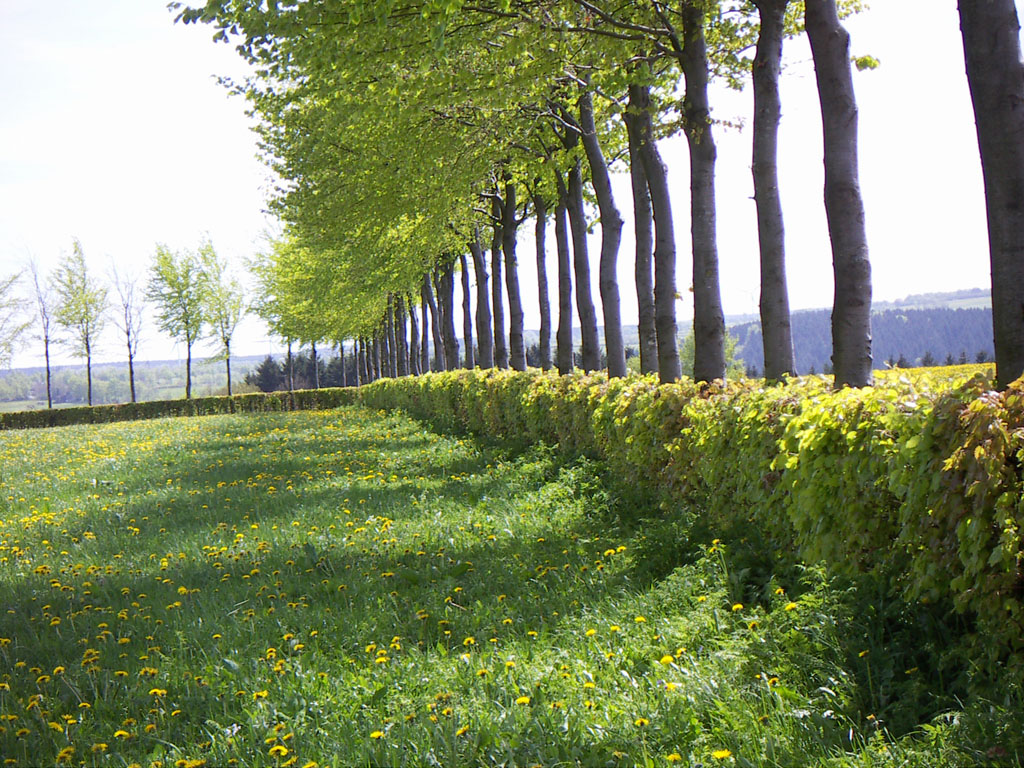
مرز مزرعه معمولی دارای پرچین با راش قرمز (Fagus sylvatica) در آیفل شمالی در آلمان